# 大青島海戰
大青島海戰發生於2009年11月10日，為朝鮮人民軍海軍與大韓民國海軍在大青島的軍事衝突。

## 衝突過程
11時27分上午左右，一艘北韓的海軍巡邏艇越過三八線，南韓海軍的小船警告三次無效。其中一艘南韓巡邏艇上的士兵鳴槍警告，这直接導致了北韓船艦和南韓船艦的衝突。 
朝鮮中央通訊社（即北韓的官方通訊社）聲稱此次事件是由於南韓海軍的挑釁而交鋒，北韓只是在執行海軍的定期警衛任務。11點20分，南韓軍艦對北韓巡邏艇進行追逐並嚴重挑釁，巡邏艇為採取正當防衛而還擊。

## 結果
在爭鬥以後，南韓巡邏艇僅遭受了表面損傷（15個彈孔），沒有傷亡。 而北韓巡邏艇部分被毀壞，雖然沒有從北韓的官方聲明，朝鮮中央通訊社在南韓報告北韓有四名水兵傷亡的謠言，倖存者則說大約有10位北韓水手在行動喪生，並且要求南韓道歉。。